# Vinci Vogue Anžlovar
Vinci Vogue Anžlovar est un réalisateur, acteur, scénariste, compositeur, monteur et producteur slovène, né le 19 octobre 1963 à Ljubljana et mort le 1er décembre 2024.

## Filmographie
Comme réalisateur
- 1991 : Babica gre na jug
- 1992 : Gypsy Eyes
- 2001 : Poker

Comme acteur
- 1986 : Usodni telefon
- 1991 : Babica gre na jug : Drummer
- 2001 : Poker : Angel

Comme scénariste
- 1991 : Babica gre na jug
- 2001 : Poker

Comme compositeur
- 1991 : Babica gre na jug
- 2001 : Poker

Comme monteur
- 2001 : Poker

Comme producteur
- 1992 : Gypsy Eyes